# Kamala Markandaya
Kamala Markandaya (* 23. Juni 1924 in Mysore, Indien; † 16. Mai 2004 in London) war eine indisch-britische Schriftstellerin und Journalistin. Sie ist insbesondere für ihr erstes Buch Nektar in einem Sieb bekannt, das Millionen von Lesern das ländliche Leben im industrialisierten Indien aus der Sicht einer Bäuerin näherbrachte.

## Leben
Kamala Markandaya, eigentlich Kamala Purnaiya Taylor, wurde als Kamala Purnaiya in Barain, einer kleinen Stadt in der Umgebung von Mysore in Indien 1924 geboren. Markandaya war ihr Pseudonym.
Ihre Familie gehörte zu den Brahmanen, der höchsten Hindu-Kaste. Sie studierte Geschichte an der Universität von Madras. Von 1940 bis 1947 arbeitete sie als Journalistin und veröffentlichte neben dieser Arbeit einige Kurzgeschichten in indischen Zeitschriften.
Im Alter von 25 Jahren heiratete sie Bertrand Taylor, einen britischen Journalisten und wanderte 1948 mit ihm ins Vereinigte Königreich aus, wo sie bis zu ihrem Tod lebte. Nach einer anderen Quelle zog sie im Jahr 1948 nach London und lernte erst dort ihren 1986 verstorbenen Ehemann kennenlernte. Obwohl sie in London lebte, reiste sie häufig nach Indien zurück.
Später in ihrer Karriere hatte sie Schwierigkeiten, einen Verleger zu finden, als in den 1980er-Jahren eine Reihe neuer Autoren, darunter Amitav Ghosh und Salman Rushdie, in Erscheinung traten und zu einer Neudefinition der indische Literatur führten, indem sie diese in Richtung eines magischen Realismus drängten, der das internationale Publikum in seinen Bann zog. Spätestens mit dem Erscheinen von Rushdies Mitternachtskinder (1981) verlor der traditionelle realistische Roman, den auch Markandayas Werk verkörperte, an Popularität.
Sie starb 2004 an Nierenversagen. Sie hatte eine Tochter.

## Werk
Ab den 1950er-Jahren schrieb sie Romane, die in zahlreiche Sprachen übersetzt wurden. Von den 1950er- bis zu den 1970er-Jahren trug sie in Schulen und Buchclubs dazu beitrug, das Bild Indiens für Leser außerhalb ihrer Heimat zu prägen. Sie beschrieben häufig die Konflikte Indiens zwischen Tradition und Moderne. Das vorherrschende Thema in ihrem Werk ist das Zusammentreffen von ländlichem und städtischem Leben in Indien und die unerfüllten Träume der Bauern, die ihr Glück in der Fabrik suchen. Markandaya Stärke als Schriftstellerin lag in der Darstellung des Kampfes des Einzelnen in einer sich verändernden Gesellschaft. Markandaya wird oft mit Mulk Raj Anand, R. K. Narayan und Raja Rao verglichen, obgleich sie sich mit ihrem klaren Stil einen unverwechselbaren Platz in der modernen indisch-britischen Belletristik schuf.
Ihr erster Roman Nektar in einem Sieb (1954/auf Deutsch 1956) begründete ihren literarischen Ruf und gilt als Grundstein der indo-englischen Frauenliteratur. Darin erzählt Markandaya die Geschichte von Rukmani, die in einer ländlichen indischen Gemeinde lebt und den Pachtbauern Nathan heiratet, mit dem sie ein einfaches, aber liebevolles Leben führt. Die Errichtung einer Gerberei bringt tiefgreifende Veränderungen in ihr Dorf, was zu sozialen und wirtschaftlichen Umwälzungen führt. Rukmani und ihre Familie kämpfen mit Armut und persönlichen Verlusten, während sie versuchen, ihre Hoffnung und Würde zu bewahren. Der Roman thematisiert die Konfrontation zwischen traditionellem Landleben und moderner Industrialisierung in Indien. Im Jahr 1990 wurde Markandaya für dieses Werk der LiBeraturpreis verliehen. Der Roman war ein Bestseller und wurde im März 1955 vom Book-of-the-Month Club ausgewählt, was Markandaya einen Preis von 100.000 US-Dollar einbrachte.
Markandaya veröffentlichte neun weitere Romane, darunter die folgenden:
Im Roman Geliebter Fremdling (1955/1959) erzählt Markandaya eine halbautobiografische Geschichte, die im Indien der 1940er-Jahre während des Unabhängigkeitskampfes angesiedelt ist. Die Hauptfigur Mira, die einer teilweise westlich orientierten hinduistischen Familie entstammt, verliebt sich in den Briten Richard, während ihr Bruder Kit und ihr Adoptivbruder Govind sich an antibritische Aktivitäten beteiligen. Miras Liebe zu Richard und ihre Loyalität zu Indien geraten mit der Zunahme nationaler Unruhe in einen Konflikt. Der Roman beleuchtet Miras inneren Kampf zwischen persönlicher Liebe und nationaler Pflicht. Markandaya betont in diesem Werk, dass in Zeiten der Spaltung niemand unentschieden bleiben kann.
Der Widerspruch zwischen Werten liegt auch A Silence of Desire (1960) zugrunde, in dem ein Büroangestellter zwischen Tradition und Moderne, Ost und West, Geist und Materie hin- und hergerissen ist. Der Konflikt zwischen den Kulturen kommt auch in Possession (1963) vor, einem Roman, der in Indien und dem Vereinigten Königreich vor der Unabhängigkeit spielt.
Der Roman Eine Handvoll Reis (1966/1969) erzählt die Geschichte von Ravi, einem Dorfbewohner, der in die Großstadt flieht und dort ein hartes Leben als Straßenjunge führt. Er findet eine Zuflucht beim Schneider Apu und heiratet dessen Tochter. Trotz seiner Bemühungen um ein anständiges Leben konfrontieren ihn Armut und soziale Ungerechtigkeiten weiterhin. Nach Apus Tod gerät Ravi wieder in die Kriminalität. Der Roman beleuchtet die Kluft zwischen Arm und Reich in Indien und die ständigen Kämpfe der Armen um ein würdiges Leben.
In Two Virgins (1977) werden die Leben der Schwestern Saroja und Lalitha beleuchtet. Saroja findet Freude in den einfachen Dingen des Lebens, während Lalitha vom Leben als Filmstar träumt. Dieser Traum wird Wirklichkeit, als sie in einem Dokumentarfilm über das Dorfleben auftritt. Der Roman zeigt den Kontrast zwischen der Unschuld und Einfachheit von Sarojas Leben und dem ambitionierten, von äußeren Einflüssen geprägten Lebensweg Lalithas. Er reflektiert den Wandel in den Geschlechterrollen und die Konfrontation zwischen traditionellen und modernen Werten in Indien.
Ihren letzten Roman Pleasure City veröffentlichte sie im Jahr 1982.

## Werke (Auswahl)
- Nectar in a Sieve, Roman. The John Day Company, New York City, USA 1954.
  - deutsch: Nektar in einem Sieb, übersetzt von Trude Geißler u. Gertrud Grote. Biederstein, München 1956; Unionsverlag, Zürich 1986.
- Some Inner Fury, Roman, Putnam, London 1955.
  - deutsch: Geliebter Fremdling. Biederstein, München 1959.
- A Silence of Desire, 1960.
- Possession, a Novel, 1963.
- A Handful of Rice, Roman, 1966.
  - deutsch: Eine Handvoll Reis,  übersetzt von Marielisa Gräfin von Saurma u. Heinz Graef. Herder. Freiburg im Breoisgau1969; Unionsverlag, Zürich 1983.
- Two Virgins, Vikas Publ. House, New Delhi u. a. 1977.
  - deutsch: Auszug als Unschuld, übersetzt von Thomas Brückner, in: Mohnblumen auf schwarzem Filz. Autorinnen aus vier Kontinenten, Unionsverlag, Zürich 1998, ISBN 3-293-20108-3.